# Il mutante
Il mutante (Project Viper) è un film per la televisione statunitense  del 2002 diretto da Jim Wynorski di genere horror fantascientifico.

## Trama
La NASA organizza una missione su Marte per testare il V.I.P.E.R, una nuova forma di vita di recente creazione biotecnologica geneticamente modificata avente alcune caratteristiche che lo rendono per certi aspetti simile ad un mollusco quali i lunghi tentacoli. La NASA perde però il controllo della missione e l'equipaggio dello shuttle viene sterminato dal mostro. In seguito si scopre che esiste un secondo Viper che viene dato per disperso in California. La NASA affida il compito di ritrovare il pericoloso organismo all'agente Mike Conners che sarà coadiuvato dalla dottoressa Nancy Burnham, la creatrice del Viper.
Il Viper sta cercando il modo di intrufolarsi in una vecchia miniera di uranio ormai dismessa che per lui è un'ottima fonte di energia che sta avvelenando di radiazioni la gente della vicina cittadina. Sarà qui che i protagonisti riusciranno attraverso una manovra congiunta con il locale sceriffo ad intrappolare e distruggere la forma di vita biotecnologica e a distruggerla con una EMP, ma non prima che Viper mieta diverse vittime tra cui anche lo sceriffo ed il traditore corrotto interno che ha venduto la forma di vita contro pagamento di una lauta somma di denaro.

## Produzione
Il film fu prodotto da Cinetel Films, Crystal Sky Worldwide e VCL Communications e diretto da Jim Wynorski.

## Distribuzione
Il film fu trasmesso in televisione sul canale Syfy negli Stati Uniti il 15 maggio 2002 e fu in seguito distribuito in DVD. In Italia è uscito in DVD con il titolo Il mutante.
Alcune delle uscite internazionali sono state:
- negli Stati Uniti (Project Viper)
- in Australia il 15 maggio 2002 (in anteprima)
- in Polonia il 23 maggio 2002 (in anteprima)
- in Ungheria il 9 maggio 2006 (Gyilkos vipera, in prima TV)
- in Finlandia il 23 novembre 2007 (in DVD)
- in Italia (Il mutante; titolo DVD)
- in Francia (Project Viper)
- in Spagna (Proyecto V.I.P.E.R.)
- in Brasile (Viper - Experiência Letal)

## Promozione
Le tagline sono: 
- "Created to live on Mars. Destined to kill on Earth." ("Creato per vivere su Marte. Destinato a uccidere sulla Terra.").
- "It was created to live on Mars. Now, it is loose on Earth." ("È stato creato per vivere su Marte. Ora, è disperso sulla Terra.").

## Critica
Secondo MyMovies il film è una produzione a basso costo dal titolo in versione italiana attrattivo ma che in realtà non riesce nemmeno ad avvicinarsi alle produzioni cult in ambito trash horror fantascientifico. La storia è un déjà-vu ed è "collocata in un'ambientazione scarna e poco suggestiva". Anche gli effetti speciali non sono all'altezza così come il livello di recitazione.